# عامر التوني
عامر التوني (1968 - 2 فبراير 2025)، هو مُنشد صوفي مصري، يُعد واحداً من أبرز المنشدين الصوفيين في العالم العربي، ويُعزى إليه تأسيس فرقة المولوية المصرية عام 1994، التي كانت لها بصمة خاصة في تقديم الفن الصوفي الفلكلوري.

## وفاته
توفي مساء يوم الأحد 2 فبراير 2025 عن عمر ناهز 57 عاماً.